# Четуква (Канзас)
Четуква (англ. Chautauqua) — місто (англ. city) в США, в окрузі Шотоква штату Канзас. Населення — 108 осіб (2020).

## Географія
Четуква розташована за координатами 37°1′26″ пн. ш. 96°10′38″ зх. д. / 37.02389° пн. ш. 96.17722° зх. д. (37.023897, -96.177144).  За даними Бюро перепису населення США в 2010 році місто мало площу 1,11 км², з яких 1,11 км² — суходіл та 0,00 км² — водойми.

## Демографія
Згідно з переписом 2010 року, у місті мешкало 111 особа в 52 домогосподарствах у складі 33 родин. Густота населення становила 100 осіб/км².  Було 72 помешкання (65/км²).
Расовий склад населення:
| - 87,4 % — білих - 3,6 % — корінних американців - 0,9 % — азіатів |

До двох чи більше рас належало 8,1 %. Частка іспаномовних становила 0,9 % від усіх жителів.
За віковим діапазоном населення розподілялося таким чином: 16,2 % — особи молодші 18 років, 58,6 % — особи у віці 18—64 років, 25,2 % — особи у віці 65 років та старші. Медіана віку мешканця становила 48,2 року. На 100 осіб жіночої статі у місті припадало 94,7 чоловіків;  на 100 жінок у віці від 18 років та старших — 97,9 чоловіків також старших 18 років.
Середній дохід на одне домашнє господарство  становив 30 866 доларів США (медіана — 21 667), а середній дохід на одну сім'ю — 33 305 доларів (медіана — 30 000). За межею бідності перебувало 35,3 % осіб, у тому числі 62,5 % дітей у віці до 18 років та 12,5 % осіб у віці 65 років та старших.
Цивільне працевлаштоване населення становило 21 осіб. Основні галузі зайнятості: освіта, охорона здоров'я та соціальна допомога — 33,3 %, виробництво — 23,8 %, сільське господарство, лісництво, риболовля — 19,0 %.